# Siraitia grosvenorii
Siraitia grosvenorii, também conhecida como fruta-do-monge ou luohan guo, é uma trepadeira herbácea perene da família Cucurbitaceae. É nativa do sul da China. A planta é cultivada para obtenção do extracto do seu fruto, o qual contém uma família de compostos denominados mogrósidos, capaz de produzir uma sensação de doce 250 vezes mais potente que a da sacarose. O extracto de mogrósido tem sido usado como adoçante com poucas calorias em bebidas e na medicina tradicional chinesa.
O epíteto específico homenageia Gilbert Hovey Grosvenor, quem, como presidente da National Geographic Society, ajudou a financiar uma expedição na década de 1930 destinada a encontrar a planta viva na China, onde já então era cultivada.